# Виница (Северна Македонија)
Виница (мкд. Виница) је град у Северној Македонији, у источном делу државе. Виница је седиште истоимене општине, као и средиште високопланинске области Пијанец.
Виница је позната и по римској тврђави на брду изнад града.

## Географија
Град Виница је смештена у источном делу Северне Македоније. Од најближег већег града, Кочана град је удаљен 13 km источно, а од главног града Скопља 120 km источно.
Рељеф: Виница се налази у Кочанском пољу, плодној долини коју гради река Брегалница. Насеље је положено на приближно 410 метара надморске висине. Северно од града издижу се Осоговске планине, јужно планина Плачковица.
Клима у Виници је континентална.
Воде: Северно од Винице тече већа река Брегалница. Кроз сам град протичу Виничка и Градечка река, а у њеној близини протиче и речица Осојница.

## Историја
Подручје Винице први пут се јавља као историјски значајно у време старог Рима, када се на брду изнад данашњег града подиже тврђава (данашње Кале).
Током средњег века дато подручје било делом у рукама Византије, делом у оквиру српске средњовековне државе.
Нови развој Виница доживљава током османског раздобља. Радила је у Виници српска народна школа између 1859-1876. године. Крајем 19. века Виница је била велико село са мешовитим саставом становништва (већином Словени, четвртином Турци, уз нешто Цигана) .
За време на балканских ратова велики број муслиманског становништва је напустило град.
Првим балканским ратом 1912. године Виница је припојена Краљевини Србији. За време Првог светског рата, између 1915. и 1918. године, град су окупирали Бугари. Од 1918. године, град је у саставу Краљевине СХС. Градић је почео да добија изглед који је у основи задржао и данас.
За време Другог светског рата, од 1941. до 1944. године, Виницу су поново окупирали Бугари. Од 1944. до 1991. године град је у саставу СФРЈ, а од 1991. године у саставу Северне Македоније.

## Становништво
Виница је према последњем попису из 2021. године имала 8.584 становника. Током османског раздобља, Виница је било етнички мешовита. Крајем 19. века насеље је бројало 1.320 становника, 840 Словена хришћана, 300 Турака и 180 Рома.
| Национални састав према попису из 2021.‍ | Национални састав према попису из 2021.‍ | Национални састав према попису из 2021.‍ | Национални састав према попису из 2021.‍ | Национални састав према попису из 2021.‍ |
| --------------------------------------- | --------------------------------------- | --------------------------------------- | --------------------------------------- | --------------------------------------- |
|                                         |                                         |                                         |                                         |                                         |
| Македонци                               | Македонци                               |                                         | 6.769                                   | 78,9%                                   |
| Роми                                    | Роми                                    |                                         | 581                                     | 6,8%                                    |
| Турци                                   | Турци                                   |                                         | 165                                     | 1,9%                                    |
| непописани                              | непописани                              |                                         | 926                                     | 10,8%                                   |

Вероисповест: Већинска вероисповест месног становништва је православље, а мањинска ислам.

## Градске службе
У Виници се налазе две основне и једна средња школа, библиотека, дом културе, биоскопска сала, дом здравља, базен, метеоролошка станица, центар за образовање деце и младих итд.

## Галерија
- Поглед на Виницу
- Црква светог Арханђела Михајла
- Крст изнад Винице
- Виничка тврђава Кале